# Stegnogramma leptogrammoides
Stegnogramma leptogrammoides är en kärrbräkenväxtart som beskrevs av Iwatsuki. Stegnogramma leptogrammoides ingår i släktet Stegnogramma och familjen Thelypteridaceae. Inga underarter finns listade.